# Liste de banques en Azerbaïdjan
 (avril 2024).
La mise en forme du texte ne suit pas les recommandations de Wikipédia : il faut le « wikifier ».
Les points d'amélioration suivants sont les cas les plus fréquents :
- Les titres sont pré-formatés par le logiciel. Ils ne sont ni en capitales, ni en gras.
- Le texte ne doit pas être écrit en capitales (les noms de famille non plus), ni en gras, ni en italique, ni en « petit »…
- Le gras n'est utilisé que pour surligner le titre de l'article dans l'introduction, une seule fois.
- L'italique est rarement utilisé : mots en langue étrangère, titres d'œuvres, noms de bateaux, etc.
- Les citations ne sont pas en italique mais en corps de texte normal. Elles sont entourées par des guillemets français : « et ».
- Les listes à puces sont à éviter, des paragraphes rédigés étant largement préférés. Les tableaux sont à réserver à la présentation de données structurées (résultats, etc.).
- Les appels de note de bas de page (petits chiffres en exposant, introduits par l'outil «  Source ») sont à placer entre la fin de phrase et le point final[comme ça].
- Les liens internes (vers d'autres articles de Wikipédia) sont à choisir avec parcimonie. Créez des liens vers des articles approfondissant le sujet. Les termes génériques sans rapport avec le sujet sont à éviter, ainsi que les répétitions de liens vers un même terme.
- Les liens externes sont à placer uniquement dans une section « Liens externes », à la fin de l'article. Ces liens sont à choisir avec parcimonie suivant les règles définies. Si un lien sert de source à l'article, son insertion dans le texte est à faire par les notes de bas de page.
- La présentation des références doit suivre les conventions bibliographiques. Il est recommandé d'utiliser les modèles {{Ouvrage}}, {{Chapitre}}, {{Article}}, {{Lien web}} et/ou {{Bibliographie}}. Le mode d'édition visuel peut mettre en forme automatiquement les références.
- Insérer une infobox (cadre d'informations à droite) n'est pas obligatoire pour parachever la mise en page.

Pour une aide détaillée, merci de consulter Aide:Wikification.
Si vous pensez que ces points ont été résolus, vous pouvez retirer ce bandeau et améliorer la mise en forme d'un autre article.
Ceci est une liste de banques en Azerbaïdjan.

## Banque centrale
- Banque centrale d'Azerbaïdjan

## Banques commerciales[1]
| Nom                                               | Nom d'appel                      | Date de licence   | Propriétaire                      | Capital                  | Site web          |
| ------------------------------------------------- | -------------------------------- | ----------------- | --------------------------------- | ------------------------ | ----------------- |
| “Accessbank” CJSC                                 | Access Bank Azerbaijan           | 25 octobre 2002   | Banque asiatique de développement | Drapeau de l'Azerbaïdjan | accessbank.az     |
| “AFB Bank” CJSC                                   | AFB Bank                         | 28 novembre 2008  |                                   | Drapeau de l'Azerbaïdjan | afb.az            |
| “International Bank of Azerbaijan” OJSC           | International Bank of Azerbaijan | 30 décembre 1992  | Azerbaijan Investment Holding     | Drapeau de l'Azerbaïdjan | abb-bank.az       |
| “Azerbaijan Industry Bank” OJSC                   | ASB                              | 28 septembre 1996 | Anadolu Investment                | Drapeau de l'Azerbaïdjan | asb.az            |
| “Azer-Turk Bank” OJSC                             | Azer-Turk Bank                   | 29 juin 1995      | State Service on Property Issues  | Drapeau de l'Azerbaïdjan | atb.az            |
| “Bank Eurasia” OJSC                               | BankAvrasiya                     | 28 novembre 2007  |                                   | Drapeau de l'Azerbaïdjan | bankavrasiya.az   |
| “Bank of Baku” OJSC                               | Bank of Baku                     | 18 février 2005   | NAB Holding                       | Drapeau de l'Azerbaïdjan | bankofbaku.az     |
| Bank "BTB” OJSC                                   | Bank BTB                         | 19 mars 2010      |                                   | Drapeau de l'Azerbaïdjan | btb.az            |
| “Bank Respublika” OJSC                            | Bank Respublika                  | 15 décembre 1992  | Guliyev family                    | Drapeau de l'Azerbaïdjan | bankrespublika.az |
| “Nakhchivanbank” OJSC                             | Naxçıvanbank                     | 4 août 2008       |                                   | Drapeau de l'Azerbaïdjan | naxcivanbank.az   |
| "Premium Bank” OJSC                               | Premium Bank                     | 6 janvier 1994    | Hamzayeva Zaria Kamil             | Drapeau de l'Azerbaïdjan | premiumbank.az    |
| “Bank VTB (Azerbaijan)” OJSC                      | VTB Bank                         | 22 octobre 1993   | VTB Group                         | Drapeau de la Russie     | vtb.az            |
| “Expressbank” OJSC                                | Expressbank                      | 30 décembre 1992  | Azenco                            | Drapeau de l'Azerbaïdjan | expressbank.az    |
| "Xalq Bank" OJSC                                  | Xalq Bank                        | 27 décembre 2004  | İdeal Business Ko                 | Drapeau de l'Azerbaïdjan | xalqbank.az       |
| “Kapital Bank” OJSC                               | Kapital Bank                     | 8 février 2000    | PASHA Holding                     | Drapeau de l'Azerbaïdjan | kapitalbank.az    |
| “Muğanbank” OJSC                                  | Muğanbank                        | 25 novembre 1992  |                                   | Drapeau de l'Azerbaïdjan | muganbank.az      |
| “Yelo” OJSC                                       | yelobank                         | 25 février 1994   | Topaz Investment                  | Drapeau de l'Azerbaïdjan | yelo.az           |
| “Pasha Bank” OJSC                                 | Pasha Bank                       | 28 novembre 2007  | PASHA Holding                     | Drapeau de l'Azerbaïdjan | pashabank.az      |
| “Rabitabank” OJSC                                 | Rabitabank                       | 30 juin 1993      | Zakir Nuriyev                     | Drapeau de l'Azerbaïdjan | rabitabank.com    |
| "TuranBank" OJSC                                  | TuranBank                        | 30 décembre 1992  |                                   | Drapeau de l'Azerbaïdjan | turanbank.az      |
| “Unibank” OJSC                                    | Unibank                          | 10 décembre 1992  | Eldar Garibov                     | Drapeau de l'Azerbaïdjan | unibank.az        |
| “Yapi Kredi Bank Azerbaijan” CJSC                 | Yapi Kredi Bank Azerbaijan       | 11 janvier 2000   | Yapı Kredi                        | Drapeau de la Turquie    | yapikredi.com.az  |
| “Ziraat Bank Azerbaijan” OJSC                     | Ziraat Bank                      | 30 décembre 2014  | Ziraat Bank                       | Drapeau de la Turquie    | ziraatbank.az     |
| Succursale de banque étrangère                    |                                  |                   |                                   |                          |                   |
| "Bank Melli Iran" (Succursale de Bakou)           | Bank Melli Iran                  | 29 janvier 1993   | Bank Melli Iran                   | Drapeau de l'Iran        | bmibaku.az        |
| "National Bank of Pakistan" (Succursale de Bakou) | National Bank of Pakistan        | 30 juin 2005      | National Bank of Pakistan         | Drapeau du Pakistan      | nbp.az            |